# Akébou (langue)
Pour les articles homonymes, voir Akébou.
L'akébou (ou akebu, kebu, kabu, kɨkpərɨkə, kɨkpəkə) est une langue kwa parlée par les Akébous dans le sud du Togo et au Ghana. C'est une langue à classes nominales qui a aussi bien des préfixes que des suffixes de classe. Il compte 70 300 locuteurs en 2012. Ils sont localisés dans la Préfecture de l'Akébou, située à environ 260 km au nord ouest de Lomé.

## Écriture
| a | b | c | d  | ɖ | e | ǝ | ɛ | f | g | gb | h | i | ɩ | j | k | kp |
| l | m | n | ny | ŋ | o | ɔ | p | r | s | t  | u | ʊ | v | w | y | z  |

## Prononciation
| i | ɨ | u |
| ɪ |   | ʊ |
| e | ə | o |
| ɛ |   | ɛ |
|   | a |   |